# Hermann Friedrich Kohlbrugge

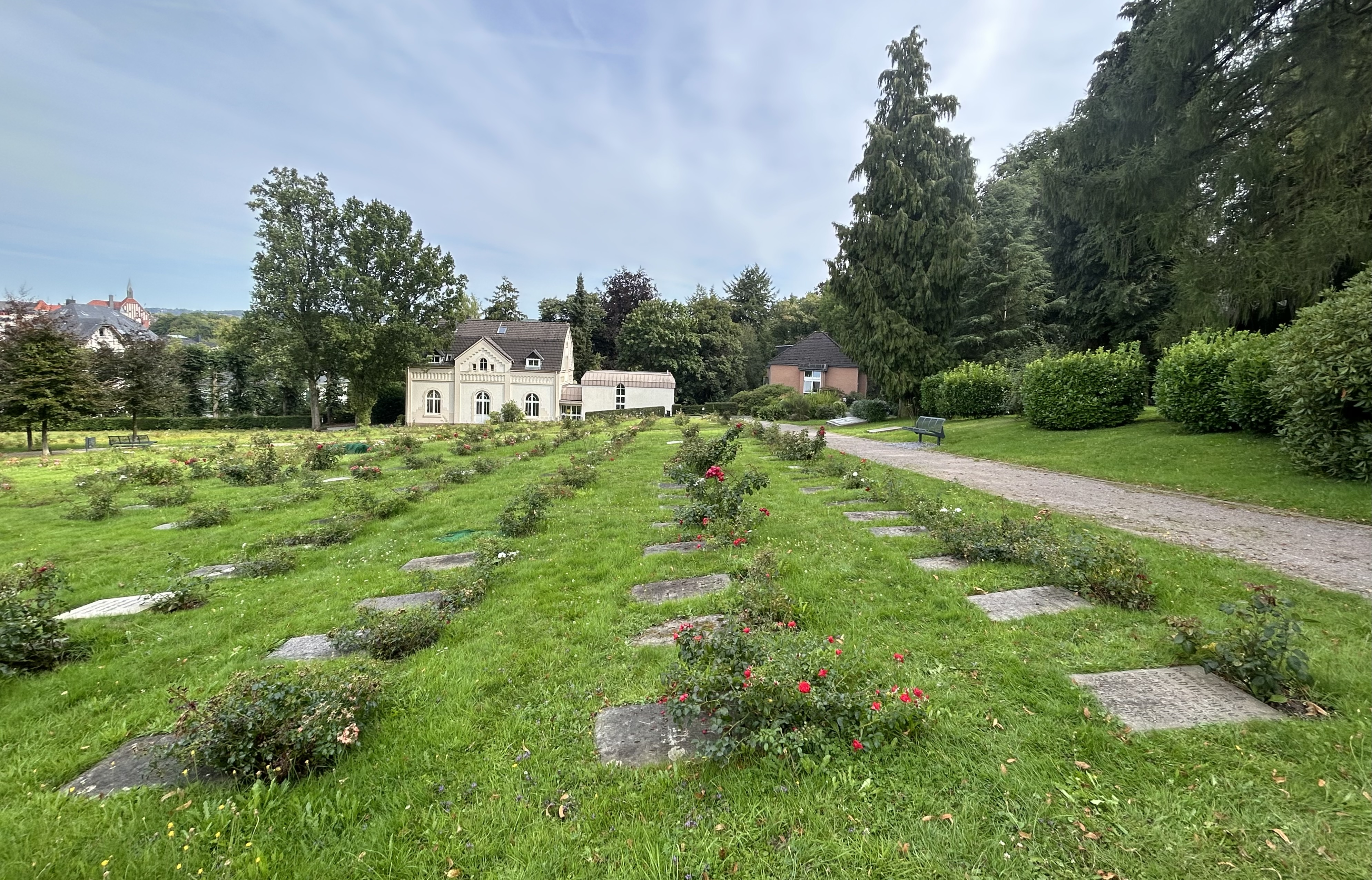
Begraafplaats Katernberger Straße Wuppertal-Elberfeld met het graf van Kohlbrugge. Op de achtergrond het huidige kerkgebouw van de Niederländisch-Reformierte Gemeinde

Hermann Friedrich Kohlbrugge (zelf schreef hij steevast: Kohlbrügge) (Amsterdam, 15 augustus 1803 – Elberfeld, 5 maart 1875) was een Nederlandse gereformeerd theoloog uit de 19e eeuw, die de genadeleer van Luther en Calvijn heeft benadrukt, zij het met eigen accenten.

## Levensloop
Kohlbrugge werd geboren in een eenvoudig gezin dat zich in 1809 aansloot bij de Hersteld Evangelisch-Lutherse Kerk te Amsterdam. Zijn ouders waren Hermann Gerhard Kohlbrügge (1776–1825) en Petronella Teerhuys (1776–1837).
Tijdens zijn theologiestudie kwam hij in conflict met een van de predikanten van de gemeente, ds. D.R. Uckerman. Hij werd ontslagen als proponent en hulpprediker van de gemeente, waarna hij aansluiting zocht bij de Nederlandse Hervormde Kerk. Hier werd hij echter niet toegelaten als predikant. Kohlbrugge had contact met de mensen van het Réveil, zoals Isaäc da Costa, Willem de Clercq en Abraham Capadose. Hij had ook contact met ds. Hendrik de Cock, maar hij sloot zich niet bij de Afscheiding van 1834 aan.
Kohlbrugge promoveerde in 1829 aan de universiteit van Utrecht cum laude op een proefschrift over Psalm 45. Zijn doorwrochte dissertatie behandelt het bruiloftslied in dit Bijbelgedeelte als een beeld van de verhouding tussen Christus en de gelovigen.
In 1833 hield Kohlbrugge in Elberfeld (Wuppertal, Duitsland) zijn geruchtmakende preek over Romeinen 7:14: 'Want wij weten, dat de wet geestelijk is, maar ik ben vleselijk, verkocht onder de zonde' (SV). Bij de voorbereiding van deze preek raakte hij onder de indruk van de tegenstelling tussen de geestelijke wet en de vleselijke gelovige, maar ook hoe die tegenstelling overbrugd is door de genade van Christus, die deze geestelijke wet volmaakt gehouden heeft.
De kern van Kohlbrugge's leer is dan ook: de gelovige is en blijft onheilig in zichzelf ('een niets'), maar is tegelijkertijd geheel geheiligd in Christus. Door de evangelische radicaliteit hiervan werd Kohlbrugge niet gewaardeerd en begrepen door de hoofdstroom van de 19e-eeuwse theologie. Wel vond hij weerklank bij eenvoudige gelovigen in de rechterflank van de Hervormde kerk en onder de afgescheidenen.

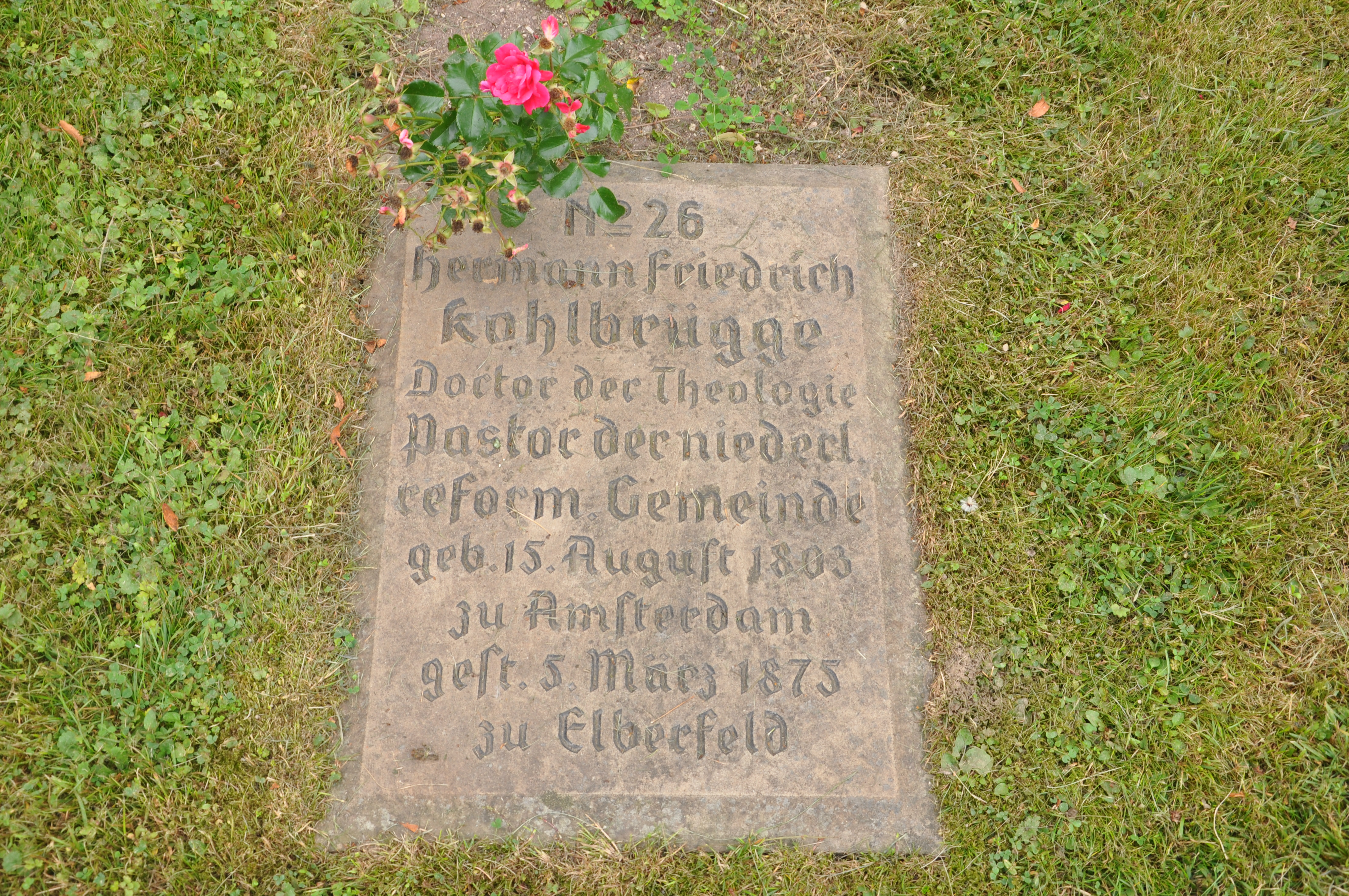
Het graf van Kohlbrugge op de begraafplaats in Elberfeld. Alle graven hier hebben een liggende steen en een rozenstruikje aan het hoofdeinde.

In 1848 werd Kohlbrugge predikant van de Niederländisch-Reformierte Gemeinde in Elberfeld. Hij is tot zijn overlijden in 1875 predikant van deze (afgescheiden) gemeente gebleven. Vanaf 1856 heeft Kohlbrugge 53 keer op een Nederlandse kansel gestaan. Hij kreeg beroepen uit Middelburg (1857), Zoutelande (1865) en Arnemuiden (1865). Hij nam deze beroepen niet aan.
Kohlbrugge is twee keer getrouwd geweest. In 1829 huwde hij met Catharina Louisa (Cato) Engelbert (1808–1833) en in 1834 met Ursuline Philippine Baronesse van Verschuer (1794–1866). Uit zijn eerste huwelijk stammen zijn zoons Gerrit (1830–1908) en Jakob (1832–1858), uit zijn tweede huwelijk zijn dochter Anna (1836–1873).

## Gedachtegoed
Kohlbrugge heeft, naast zijn dissertatie, diverse theologische boeken en prekenbundels uitgegeven, waardoor zijn radicale genadeleer invloed heeft gehad op de theologische ontwikkelingen in de gereformeerde gezindte. Zo bestaat er nog steeds een 'Stichting Vrienden van Dr. H.F. Kohlbrügge', die regelmatig bijeenkomsten organiseert rond zijn gedachtegoed, het blad Ecclesia uitgeeft en boeken publiceert onder de noemer Parrhesia.
De invloed van Kohlbrugge was groot. De Duitse dogmaticus Karl Barth plaatste hem op één lijn met Luther en Calvijn.